# Paskatjärnarna
Paskatjärnarna är en sjö i Nordanstigs kommun i Hälsingland och ingår i Harmångersåns huvudavrinningsområde.